# Gestão Tarcísio de Freitas no governo de São Paulo
A Gestão Tarcísio de Freitas no governo de São Paulo corresponde ao período da História Política do estado de São Paulo em que Tarcísio Gomes de Freitas serve como o 64.º governador, desde 1.º de janeiro de 2023. Em um dos primeiros anúncios de sua gestão, ainda durante a transição, Tarcísio de Freitas confirmou a extinção da Secretaria dos Direitos da Pessoa com Deficiência 14 anos após sua criação, pretendendo integrá-la na estrutura de Justiça e Cidadania, que passaria a ser comandada pelo juiz federal Fábio Prieto. Uma semana depois ele recuou da decisão frente a fortes críticas de grupos organizados em defesa dos direitos humanos.
Tarcísio de Freitas tomou posse no cargo de governador em cerimônias na Assembleia Legislativa e no Palácio dos Bandeirantes, com discursos de pacificação, diálogo com o governo federal e gratidão ao ex-presidente e amigo Jair Bolsonaro. Tarcísio agradeceu a sua família, aos eleitores que lhe confiaram o voto e disse que apostou em “técnicos” para compor sua equipe, assim como em 2019, na gestão Bolsonaro. Tarcísio reconheceu a responsabilidade enorme de governar o Estado de São Paulo e afirmou que a motivação de fazer a diferença é ainda maior. O 64º governador de São Paulo assumiu depois de um ciclo de 28 anos do PSDB no poder.

## Iniciativas Governamentais

### Programa SuperAção SP
Em maio de 2025, o governo Tarcísio lançou um programa de inclusão socioprodutiva. Batizado de SuperAção SP, o programa é voltado à superação da pobreza com foco na autonomia por meio da inclusão produtiva de famílias em situação de vulnerabilidade. A ideia do governo Tarcísio é integrar 29 políticas públicas setoriais, envolvendo diretamente nove secretarias, e adotar novas ações inspiradas em cerca de 60 programas mundo afora. A principal referência vem do Chile: o programa Puente, criado há duas décadas e considerado uma das mais bem-sucedidas ações de superação da pobreza. Com investimento inicial de R$ 500 milhões, o programa será executado pela Secretaria de Desenvolvimento Social (SEDS).
Dentro do pacote de ações, estão medidas em áreas tradicionalmente ligadas às políticas de assistência social, como transferência de renda, educação e saúde, mas também medidas de outras pastas, como a de Meio Ambiente, Infraestrutura e Logística e a de Desenvolvimento Econômico. Um exemplo é a criação de uma nova faixa de desconto na tarifa social da Sabesp, em núcleos urbanos informais que sejam passíveis de regularização. Neste caso, não será necessário, por exemplo, que a família esteja no Cadastro Único - ao viver numa área elegível, os moradores já serão contemplados. Essa medida, por exemplo, pode estender o desconto a 300 mil novas famílias, ou cerca de 1 milhão de pessoas. 
As demais famílias que quiserem participar do programa precisam estar inscritas no CadÚnico (Cadastro Único para Programas Sociais) e ter renda per capita de até meio salário mínimo. Famílias com dificuldades para ingressar no mercado de trabalho receberão um auxílio financeiro de R$ 150,33 por pessoa.
A ideia é que famílias de baixa renda também tenham acesso a um plano de desenvolvimento individualizado, com metas de qualificação profissional e inclusão no mercado, além de "incentivos financeiros" para as que consigam atingir os objetivos. O projeto do Executivo paulista defende que a superação da pobreza não deve se limitar à "concessão de auxílios financeiros", e requer a "criação de condições estruturais."
No dia 24 de junho de 2025, o programa foi aprovado na Assembleia Legislativa de São Paulo (Alesp). Apesar da aprovação, deputados estaduais de oposição ao governo Tarcísio argumentaram que "não há detalhamento suficiente no texto para estabelecer continuidade ao programa", além de não terem sido apresentados "recursos financeiros suficientes". 

### Programa Casa Paulista
Durante a gestão de Tarcísio de Freitas como governador do estado de São Paulo, foi lançado em 2023 o Programa Casa Paulista, considerado o maior programa habitacional da história do estado. Coordenado pela Secretaria de Desenvolvimento Urbano e Habitação (SDUH) em parceria com a Companhia de Desenvolvimento Habitacional e Urbano (CDHU), o programa tem como objetivo reduzir o déficit habitacional, estimado em 1,16 milhão de moradias, e promover o acesso à moradia digna para famílias de baixa renda. Estruturado em quatro eixos principais, o Casa Paulista abrange:
Concessão de Crédito Imobiliário (CCI) - Oferece subsídios de R$ 10 mil a R$ 16 mil para famílias com renda de até três salários mínimos (R$ 4.554 em 2025), permitindo a aquisição de imóveis sem sorteios, com valores ajustados por município. O subsídio pode ser combinado com o FGTS e o programa federal Minha Casa, Minha Vida, com financiamentos aprovados pela Caixa Econômica Federal.
Construção de Moradias Populares - Por meio da CDHU, foram entregues 9.596 unidades habitacionais desde 2023, com investimento de R$ 1,81 bilhão, financiadas com juros zero e parcelas limitadas a 20% da renda familiar, corrigidas pelo IPCA.
Regularização Fundiária - Através do Programa Cidade Legal e da Regularização da CDHU, foram entregues 80.569 títulos de propriedade, com investimento de R$ 314,2 milhões, garantindo segurança jurídica aos moradores.
Melhorias Habitacionais e Urbanas - Inclui ações do Programa Especial de Melhorias (PEM) e do Viver Melhor, que promovem reformas e infraestrutura em moradias precárias.
Até 2025, o programa viabilizou 47.320 subsídios, investiu cerca de R$ 598 milhões, gerou 307 mil empregos e atraiu R$ 16,7 bilhões em investimentos, fortalecendo o mercado imobiliário e a cidadania. 

### Programa de investimentos para São Paulo
Tarcísio de Freitas definiu para São Paulo um programa de investimentos voltado à iniciativa privada para fortalecer o desenvolvimento do Estado. Com uma secretaria dedicada ao assunto, o governo definiu um pacote de 15 projetos de concessões e de parcerias público-privadas (PPPs), com potencial de captar mais de R$ 180 bilhões. Entre os projetos, a concessão de linhas da CPTM e do Metrô, um trem intercidades, ligando São Paulo a Campinas e um outro, entre a capital e Sorocaba, a construção de um túnel ligando as cidades de Santos e Guarujá, a construção de uma nova sede do governo do estado na região central de São Paulo, além de uma PPP voltada à Educação, para a manutenção predial de 500 escolas da rede estadual, entre outros.[carece de fontes?]
Logo nos primeiros meses, Tarcísio foi a Davos para reuniões com possíveis investidores nos projetos paulista. O governador também já esteve na Europa, com passagens pela França, Reino Unido, Espanha e Portugal. Ele realizou um outro roadshow em viagem aos Estados Unidos. Soma-se ainda encontros com representantes de governos de países europeus no Palácio dos Bandeirantes, como Holanda, Alemanha, França e Reino Unido.[carece de fontes?]
Entre os projetos  está o Trem Intercidades, entre São Paulo e Campinas, em um serviço expresso, de ligação direta, que vai conectar as duas cidades no prazo de uma hora e quatro minutos, com uma velocidade média de 96 km/h.[carece de fontes?]

## Nomeações
Desde o início de seu governo, Tarcísio de Freitas foi criticado e questionado por nomeações para diversos cargos, em especial de aliados ligados ao Bolsonarismo. Houve uma polêmica considerável em torno da nomeação de Diego Torres Dourado, irmão da ex-primeira-dama Michelle Bolsonaro, para o cargo de assessor especial do governo, bem como o marido da irmã de sua esposa, Mauricio Pozzobon Martins. Esse último teve a nomeação cancelada 24 horas depois das polêmicas, fato que levou a uma manifestação do governador, dizendo que "achei que pudesse". Posteriormente, ainda, o governador mudou o decreto sobre nepotismo e incluiu concunhados como "parentes por afinidade" e tendo nomeação vetada por padrão. Mas, a nomeação do irmão de Michelle Bolsonaro foi mantida.
Ainda em janeiro de 2023, as trocas na Polícia Civil também receberam acusações de ingerência política por delegados, e o governo Tarcísio nomeou o Coronel Sérgio de Souza Merlo, um dos PMs acusados pelo Massacre do Carandiru, para trabalhar na pasta que cuida de presídios.
Em abril de 2023, e depois em setembro, o secretário-geral da Casa Civil do governo de Tarcísio de Freitas, Arthur Lima, indicou seu sócio, o advogado Carlos Augusto Duque Estrada, para 2 cargos em conselhos de administração de estatais paulistas. Lima ocupa o cargo no governo paulista desde janeiro de 2023. Questionada, a Casa Civil disse que as indicações ocorreram dentro da lei.
Em fevereiro de 2024, o governo Tarcísio de Freitas (Republicanos-SP) afastou o major da reserva Angelo Martins Denicoli do cargo de assessor especial da Prodesp, empresa de tecnologia da gestão estadual. O militar foi um dos alvos da operação da Polícia Federal que mira suposta tentativa de golpe para manter Jair Bolsonaro (PL) na Presidência.

## São Sebastião
O primeiro grande desafio da gestão Tarcísio de Freitas em São Paulo aconteceu em fevereiro, com um volume de chuvas jamais registrado pela Defesa Civil do Estado atingindo o Litoral Norte, em meio ao feriado de Carnaval de 2023. Ao todo, 65 pessoas morreram.
Imediatamente na manhã seguinte ao temporal, o governador já estava em São Sebastião para acompanhar de perto as ações envolvendo o resgate de vítimas, os locais mais afetados, os bloqueios das estradas da região em decorrência dos deslizamentos e as dificuldades de comunicação por conta da interrupção do fornecimento de alguns serviços.
Ao todo, Tarcísio ficou cerca de 10 dias no Litoral Norte, transferindo inclusive o seu gabinete para a região e reunindo todo o secretariado na busca por soluções para atender a quem necessitava. O Exército, junto da Defesa Civil, e demais organizações também contribuíram diretamente no apoio. A população do Estado foi chamada a participar com doações e a iniciativa privada também reforçou o movimento com mantimentos e até mesmo equipamentos no enfrentamento da tragédia.
O Governo de São Paulo atuou em inúmeras frentes em suporte aos empresários locais, donos de hotéis e pousadas, e na preocupação em acolher quem morava em áreas de riscos. Novas moradias, em locais seguros, estão sendo construídas e uma vila de passagem foi feita pelo Estado para abrigar emergencialmente quem aguarda por um local definitivo para viver daqui em diante.

## Multilaser e Renato Feder
Desde o início de seu governo, Tarcísio de Freitas foi criticado pela sua escolha de Renato Feder como secretário da Educação por esse ser acionista da principal fornecedora de equipamentos de informática da pasta que ele comanda, a Multilaser, por meio de uma offshore, a Dragon Gem. O próprio governador afirmava, no começo de 2023, não ver conflito de interesses no fato.
O governo Tarcísio, através de Feder, procurou substituir os livros didáticos por materiais inteiramente digitais em escolas da rede pública, mas acabou impedido pela reação à medida – uma liminar da 4ª Vara da Fazenda Pública proibiu o Estado de dispensar os livros físicos distribuídos gratuitamente pelo Ministério da Educação. Em seguida, o governo estadual cancelou a compra sem licitação por R$ 15 milhões de obras literárias em formato digital, que também podem ser fornecidas pelo Programa Nacional do Livro e do Material Didático (PNLD).
A Multilaser firmou três contratos no valor de R$ 243 mil com o governo estadual desde janeiro de 2023 em Pastas comandadas por colegas de Feder no governo. O maior deles, de R$ 226 mil, foi de venda de materiais hospitalares para o Instituto de Atenção Médica do Servidor Estadual (Iamspe). Ao se tornar titular da Educação paulista, Feder tornou-se ainda responsável por fiscalizar o cumprimento de três contratos de sua própria empresa com o governo, que somados chegam a R$ 200 milhões. O último deles foi assinado em 21 de dezembro de 2022, ainda no governo de Rodrigo Garcia (PSDB), dez dias antes de Feder tomar posse, mas depois de já ter sido anunciado como futuro titular da secretaria por Tarcísio. No valor de R$ 76 milhões, ele prevê o fornecimento de notebooks para alunos.
A Multilaser deixou de cumprir o cronograma de entrega dos equipamentos — que deveria começar em fevereiro — e recebeu de Feder, ao lado de outras empresas, o direito de quitar sua obrigação até o próximo dia 31 sem que nenhuma sanção fosse aplicada. Pela mesma infração em contrato de venda de notebooks para a Universidade Federal do Paraná (UFPR), a Multilaser foi punida e ficou de 1.º a 15 de agosto proibida de contratar com o poder público, entrando para o cadastro da Controladoria Geral da União (CGU). Tarcísio defendeu que os contratos foram feitos "dentro da regra do jogo", mas proibiu novas contratações com a empresa.

## Multas do período de pandemia de COVID-19
Ficou para a gestão de Tarcísio de Freitas a necessidade de cobrança de certas multas do período da Pandemia de COVID-19. Ainda no começo de 2023, a gestão de Tarcísio cobrou R$113 mil de Eduardo Bolsonaro por não usar máscara durante a pandemia, e eventualmente a Justiça determinou que pagasse a multa.
Jair Bolsonaro também foi multado diversas vezes durante a gestão João Doria, e em um primeiro momento do governo Tarcísio, a cobrança foi mantida. Em novembro de 2023, porém, Tarcísio sancionou um projeto de lei que anistiou aqueles que receberam multas por descumprir regras sanitárias, perdoando mais de um milhão de reais em multas do ex-presidente.
A decisão foi em seguida questionada por Luiz Fux, ministro do Supremo Tribunal Federal, que enxergou inconstitucionalidade na lei. O governador negou que tivesse qualquer desvio de finalidade, e afirmou que, não havendo mais a emergência da pandemia, gerariam mais ônus do que benefícios. A Advocacia-Geral da União defendeu, em seguida, no âmbito de uma ação apresentada pelo Partido dos Trabalhadores, que o STF declarasse a lei inconstitucional.
Em janeiro de 2024, Tarcísio de Freitas sancionou a lei que perdoou cerca de 10 mil autuações considerando o não uso de máscara e a proibição de aglomerações em estabelecimentos comerciais, estabelecimento informais, festas clandestinas, entre outros, e 579 transeuntes autuados pela não utilização de máscaras de proteção facial. O total arrecadado incluiria pouco mais de R$72,1 milhões. A medida beneficiou também 7 políticos bolsonaristas, incluindo Jair Bolsonaro e Eduardo Bolsonaro.
Em maio de 2024, o assunto voltou quando a Procuradoria-Geral da República (PGR) pediu a derrubada da lei que anistia multas aplicadas em São Paulo durante a pandemia. O parecer foi enviado ao Supremo Tribunal Federal (STF) em uma ação movida pelo PT.

## Privatização da Sabesp
Outra privatização feita pelo governo Tarcísio foi a da Sabesp. Em julho de 2023, Tarcísio anunciou que a empresa passará por uma oferta pública de ações no modelo de follow-on, atraindo acionistas de referência e mantendo o Estado com participação minoritária na empresa. O governo Tarcísio estima que a operação permitirá a redução imediata da tarifa de água e esgoto, informação contestada por especialistas que afirmam que esse valor só poderá ser sustentado através de subsídios do governo. O governo do estado afirmou, também, que além da suposta redução, a privatização asseguraria R$ 66 bilhões em novos investimentos para universalizar o acesso à água e esgoto coletado e tratado dentro dos 375 municípios atendidos pela companhia, incluindo áreas urbanas irregulares e rurais hoje não contempladas, atendendo cerca de 10 milhões de pessoas e contribuindo para a antecipação da meta de universalização do saneamento para 2029.

Em abril de 2024, antes da privatização, o governo Tarcísio de Freitas anunciou que o desconto tarifário prometido com a privatização da Sabesp seria de 10%, direcionado para a população de baixa renda. Além da redução para os mais vulneráveis, a gestão previa ainda desconto de 1% da tarifa residencial para consumidores com renda acima de meio salário e a redução de 0,5% para comércios e indústrias. No meio do processo de privatização houve uma votação cancelada e um aumento de tarifa. Em julho de 2024, a Sabesp foi privatizada, posteriormente rompendo contratos que previam descontos para grandes consumidores. A decisão atinge hospitais, indústrias, supermercados, hotéis, shoppings e museus. Algumas empresas antecipam impacto de até 200% na conta de água para 2025. Justificando o aumento de tarifa Carlos Piani, CEO da Sabesp, afirmou:
A Sabesp tem 51 anos, ao longo desse período, por sua própria conta, ela dava desconto para alguns clientes. Fazia política pública, não era uma questão regulatória. A Sabesp não é mais controlada pelo Estado. Quem tem que fazer essa política pública é o Estado.

## Leilão
Em março, o governo de São Paulo promoveu o primeiro leilão da gestão de Tarcísio de Freitas: o do trecho norte do Rodoanel, uma obra bastante aguardada para ser finalizada no Estado. O fundo de investimento Via Appia Infraestrutura foi o vencedor do leilão. Estão previstos investimentos de R$ 3,4 bilhões para terminar o último segmento restante do Rodoanel, previsto para ser entregue em 2026.
Em 9 de fevereiro, Tarcísio fez uma série de vetos legislativos, barrando leis anteriormente aprovadas pela Assembleia: vetou a redução da alíquota do ITCMD, o imposto de heranças, uma lei que ampliava a distribuição pública de absorventes, e um projeto que dava validade indeterminada à laudos médicos atestando o transtorno do espectro autista. No dia seguinte, o governo recuou do veto ao projeto de validade dos laudos.[carece de fontes?]
Mesmo com as Divergências com o Presidente Lula, Tarcísio se reuniu com Lula na cidade de São Sebastião por causa das fortes Chuvas no Litoral paulista em 20 de Fevereiro de 2023, Que deixou 64 Mortos e milhares de desalojados, o Governador decretou Estado de Calamidade. Tarcísio declarou a intenção de interiorizar o "desenvolvimento" no estado.[carece de fontes?]
Durante o governo de São Paulo, Tarcísio tem buscado manter o apoio de eleitores de Bolsonaro, ao mesmo tempo em que tenta agradar opositores - enquanto declarava alinhamento ao bolsonarismo, apareceu ao lado de Lula e ministros, em particular em apoio à reforma tributária, rendendo-lhe atritos com bolsonaristas.
Ainda em fevereiro de 2023, após sucessivas falhas nas operações da ViaMobilidade nas linhas 8 e 9 dos trens metropolitanos na Grande São Paulo, o Ministério Público do Estado de São Paulo (MP-SP) pressionou Tarcísio para que houvesse o rompimento do contrato de concessão de ambas as linhas e a devolução das operações à CPTM, devido às falhas e riscos aos quais os passageiros e ferroviários vêm sendo submetidos. No entanto, após uma reunião à portas fechadas com executivos da concessionária, o mesmo descartou rompê-los, recusando-se pessoalmente a cumprir com a decisão homologada pelo MP-SP.
Em Setembro de 2023, o Governador Tarcísio reuniu-se com prefeitos dos municípios abastecidos pela SABESP em um Bloco para discutir a privatização. A empresa de abastecimento de água é a maior do estado de São Paulo, abastecendo 375 municípios.

## Segurança pública
Em seu primeiro ano de governo, 2023, houve um corte de ao menos R$ 37,3 milhões no programa de câmeras corporais nos policiais do Estado e o número de pessoas mortas pela Polícia Militar aumentou em 34%. A SSP registrou ainda número recorde de estupros e feminicídios no Estado, mas ainda assim gastou apenas 3% do valor previsto na Lei Orçamentária Anual (LOA) para a implantação de Delegacias de Defesa da Mulher 24 horas (DDM). Para 2024, Tarcísio congelou os investimentos de Enfrentamento à Violência Contra a Mulher. Os R$ 5 milhões do programa deveriam sair dos cofres da Secretaria de Políticas para a Mulher, mas a verba foi congelada por um decreto assinado pelo governador em 18 de janeiro.
Também em 2024, com a Operação Escudo, Tarcísio foi denunciado formalmente à ONU devido à letalidade da operação. Ainda que o governo paulista já tenha sido denunciado anteriormente, foi a primeira vez que o governador foi implicado diretamente. Tarcísio ironizou a denúncia, dizendo não estar "nem aí".
Na noite do dia 6 de dezembro, Tarcísio afirmou durante um evento sobre os desafios da segurança pública no Brasil, que se arrepende da "postura reativa" que teve sobre o uso das câmeras corporais em policiais. A declaração ocorreu após vários casos de violência policial terem sido divulgados na imprensa.
Ainda em dezembro, mais de 60 organizações da sociedade civil, grupos de familiares e mães das vítimas da violência policial denunciaram nesta sexta-feira 20 à Organização dos Estados Americanos (OEA) o governador de São Paulo, Tarcísio e o secretário da segurança pública, Guilherme Derrite, pelo aumento da violência policial no estado. O documento pede também à Comissão Interamericana de Direitos Humanos (CIDH) o acompanhamento dos casos e recomendações oficiais ao estado brasileiro para agir pela diminuição da violência policial em todo país. O texto foi protocolado ao secretário de Segurança Multidimensional da OEA, Ivan Marques. O texto conta com assinaturas de movimentos negros como UNEafro Brasil, MNU, Instituto de Referência Negra Peregum, Geledes – Instituto da Mulher Negra, Casa Sueli Carneiro e a Rede de Proteção Contra o Genocidio.

## Câmeras policiais
Desde as eleições de 2022, Tarcísio adotou uma postura crítica quanto à utilização de câmeras policiais, rendendo-lhe críticas, além de limiares visando a manutenção do programa das câmeras, que acabaram suspensas.
Apesar de por vezes ter defendido a manutenção do programa, esse foi eventualmente congelado, passando por cortes de verba diversos. Um estudo feito pela Fundação Getulio Vargas a pedido do governo de São Paulo na gestão Rodrigo Garcia havia indicado melhora no desempenho de batalhões que usam câmeras, mas a continuidade do estudo foi também descartada pela gestão Tarcísio, afirmando que seu papel havia sido cumprido. Já um levantamento da GloboNews apontou que câmeras corporais coibiriam crimes cometidos por policiais. No fim de outubro de 2023, questionado sobre a compra de novas câmeras, frente ao aumento da letalidade policial no estado, o governador afirmou que não o faria, por ter outras prioridades.
Liminares que obrigavam o governo a instalar câmeras em todos os policiais militares do estado foram derrubadas pelo judiciário do estado,  uma durando apenas um dia. Pedidos da Defensoria Pública foram igualmente negados pelo poder judiciário. O deputado Emídio de Souza (PT) protocolou uma representação junto ao procurador-Geral de Justiça de São Paulo, Mario Sarrubbo, questionando o posicionamento do MPSP sobre as declarações de Tarcísio.
A não renovação do contrato dos equipamentos foi criticada por algumas entidades como Conectas Direitos Humanos e Instituto Sou da Paz, além do Núcleo de Estudos da Violência da USP. Em janeiro de 2024, o contrato das câmeras policiais havia sido renovado por apenas 6 meses. Ainda no mesmo mês, poucos dias depois de questionar abertamente a eficácia das câmeras, o governador falou em uma possível ampliação do programa.
Em março em 2024, o governador confirmou o lançamento de um edital até maio para a atualização de 3.125 das câmeras, sem ampliação do montante total. Mais tarde, em maio, um novo edital aumentou o número total de câmeras de 10.000 para 12.000, mas em vez de gravação contínua, o equipamento pode ser ativado ou desativado a critério do policial que estiver usando, gerando crítica de especialistas. O governador defendeu a medida, afirmando que ela adiciona mais governança ao processo de filmagem, e posteriormente que não quer um "policial vigiado". O STF deu 72 horas para que o governo de São Paulo se manifeste sobre as mudanças no programa de câmeras, previstas em novo edital para a contratação de 12 mil novos equipamentos. O TCE chegou a acolher uma denúncia contra o edital aperto pelo governo do estado, mas rejeitou o pedido de suspensão depois de esclarecimentos da gestão. No dia 10 de junho, atendendo pedido feito pelo PGR, o presidente do STF, Luís Roberto Barroso, determinou que o Governo de São Paulo seguisse as diretrizes do governo Lula para a instalação de câmeras corporais na Polícia Militar do estado.

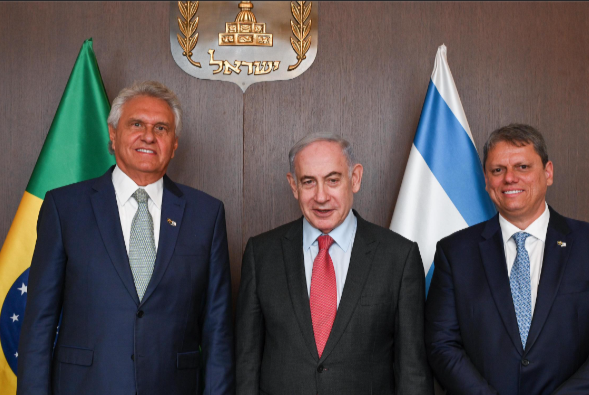
Da esquerda para a direita: Ronaldo Caiado, governador de Goiás, Benjamin Netanyahu, primeiro-ministro de Israel e Tarcísio de Freitas, governador de São Paulo

## Viagem a Israel
Na contramão do governo Lula, que condenou as ações militares promovidas por Israel na Faixa de Gaza, Tarcísio de Freitas assumiu uma postura de defesa do governo de Benjamin Netanyahu, o qual tem promovido uma aproximação deliberada com lideranças de oposição ligadas ao ex-presidente Jair Bolsonaro.
Em 11 de março, o governador de São Paulo anunciou que faria uma viagem oficial de cinco dias a Israel, juntamente com o governador de Goiás, Ronaldo Caiado, por convite expresso do primeiro-ministro israelense. Em entrevista à CNN Brasil, Freitas declarou que
A gente tem uma excelente relação, estamos aceitando um convite e pronto. Sem ideologia e sem política.
Ainda segundo o Portal do Governo paulista, a viagem teria como objetivo "além de estreitar as relações com o país", também "trocar experiências para o desenvolvimento de novas tecnologias no Estado", particularmente nos campos de aviação civil e militar, indústria eletrônica e tratamento de água e esgotos.
A natureza oficial da viagem precisou ser confirmada pelo Palácio dos Bandeirantes, após a Embaixada de Israel no Brasil ter negado o que aparentava ser mais uma tentativa de associar o governo Natanyahu à lideranças bolsonaristas. Para que não restasse qualquer dúvida, em 13 de março o governo paulista divulgou o convite recebido dos israelenses e assinado pelo embaixador Yossi Shelley, o qual diz:
É com grande honra e satisfação que o Governo de Israel convida V. Exa. para uma importante visita em Israel, na próxima semana. Durante a sua estadia, teremos o prazer de convidá-lo a reunir-se com o Primeiro Ministro, bem como a visitar empresas inovadoras, que podem proporcionar experiências enriquecedoras para promover o diálogo e a colaboração entre as nossas regiões sobre tecnologia, economia de Israel, segurança pública e recursos hídricos.
A viagem foi encarada por setores à esquerda e à direita no espectro político brasileiro, como uma clara provocação à política externa do governo Lula. Jair Bolsonaro, que também foi convidado para a visita oficial, não pôde comparecer por ter o passaporte apreendido por ordem do STF.

## Declarações durante eleições municipais
Na manhã do dia 27 de outubro de 2024, o governador Tarcísio de Freitas do Republicanos disse, sem apresentar provas, que a facção criminosa Primeiro Comando da Capital (PCC) orientou aos seus membros criminosos que votassem em Guilherme Boulos do PSOL para a prefeitura de São Paulo. Ele estava ao lado do candidato à reeleição Ricardo Nunes do MDB durante coletiva de imprensa no Morumbi, na Zona Sul da capital. O Tribunal Regional Eleitoral (TRE) afirmou que não recebeu relatório. Em coletiva de imprensa, Boulos afirmou que a fala de Tarcísio é "irresponsável", '"mentirosa" e "crime eleitoral". Em resposta, a campanha de Boulos entrou com notícia-crime no Tribunal Superior Eleitoral (TSE) contra o governador de São Paulo e o seu adversário no segundo turno da capital paulista, Ricardo Nunes do MDB. Em 7 de março de 2025, o Tribunal Regional Eleitoral de São Paulo (TRE-SP) absolveu o governador de São Paulo, Tarcísio de Freitas, e o prefeito Ricardo Nunes de crime eleitoral ligando PCC a Guilherme Boulos, no 2° turno da eleição de 2024.

## PEC de flexibilização da verba de educação do estado
Em 2024, Tarcísio apresentou a PEC 9/2023, que alteraria o texto constitucional estadual para permitir a flexibilização do investimento na educação pública. Segundo o texto da PEC, o percentual flexibilizado ainda poderá ser utilizado em ambas pastas. Pela legislação até então, o executivo paulista tinha a obrigação de investir, no mínimo, 30% da receita advinda de impostos para a manutenção e desenvolvimento do ensino público, desde o básico até o superior.
A Assembleia Legislativa do Estado de São Paulo (Alesp) aprovou a PEC em segunda e definitiva votação, do dia 27 de novembro de 2024,  abrindo a possibilidade de o governo destinar parte dos recursos obrigatórios da educação para a saúde. O percentual da educação passou a ser de 25%, flexibilizando a destinação dos 5% restantes, que equivalem a cerca de R$ 11 bilhões por ano.

## Conflitos e corte de verba da Fundação Padre Anchieta
Em 2024, se acirraram uma série de conflitos entre o governo do estado de São Paulo e a Fundação Padre Anchieta, mantenedora da Rádio e TV Cultura, entre outras iniciativas. Em abril, o governo fez um contingenciamento de 13 milhões do orçamento, sob protestos da fundação. No mesmo mês, a base do governador protocolou uma CPI para apurar eleição para o Conselho Curador e analisar gastos da Fundação, que foi vista pela direção como um ataque político.
Os atritos seguiram por meses até que, em uma reunião em novembro, Tarcísio enfatizou que queria eficiência e que "não tem orçamento hoje" para aumentar a receita da fundação. O governador teria dito ainda que contava com a Fundação para obter recursos junto a terceiros, setor privado, Lei Rouanet e "outras coisas mais".
No mesmo período, foram relatadas demissões e a suspensão de gravação de programas. A oposição, especialmente frente à sugestão de busca de recursos externos, acusa Tarcísio de sucatear a empresa para privatizá-la. Mesmo funcionários apresentaram oposição a essas medidas, argumentando que o orçamento do estado permitiria tais esforços.
As tensões da relação entre o governo e a Fundação seguiram se acirrando. Em novembro, a Fundação passou a buscar apoio para mudar a proposta de orçamento sem custeio de Tarcísio. Em dezembro, o deputado estadual bolsonarista Lucas Bove foi eleito nesta terça-feira para o conselho da Fundação Padre Anchieta, responsável por administrar a TV Cultura. O mandato é de dois anos. Ele foi escolhido pela Comissão de Educação da Assembleia Legislativa, que tem direito a um assento na instância.

## Medidas de prevenção de queimadas
Em 2024, o estado de São Paulo teve 2 meses seguidos de recorde de focos de incêndio. Apesar disso, o governo Tarcísio previu para 2025 uma redução de verba do combate às queimadas. O orçamento foi entregue à Alesp no dia 30 de setembro, no mesmo período em que o estado completava dois meses consecutivos de recorde de focos de incêndio: foram 3.612 em agosto e 2.522 em setembro, os maiores valores para os respectivos meses desde 1998. Apesar da redução na verba do “São Paulo Sem Fogo”, o governo estadual prevê triplicar o orçamento da Defesa Civil para o ano que vem. Em nota, a Secretaria da Fazenda disse que o orçamento previsto para 2025 “assegura a continuidade do programa São Paulo Sempre Alerta, com possibilidade de suplementação caso necessário”.
Em dezembro do mesmo ano, o ministro Flávio Dino, do STF, deu 30 dias para que a Secretaria do Meio Ambiente, Infraestrutura e Logística do governo de Tarcísio de Freitas apresentar um relatório sobre investimentos da gestão paulista em programas de proteção ao meio ambiente nos anos de 2023 e 2024. Segundo o despacho desta quinta, o documento deverá detalhar, em especial, as causas da não execução de recursos em atividades que visam a prevenção de queimadas. Dino também enviou sua decisão ao Plenário Virtual do STF, para que os demais ministros analisem a questão. A liminar acatou pedido formulado numa ação apresentada pelo PSOL. O partido alega que, em um momento de emergência climática, o governo paulista estaria omitindo-se nos deveres de proteção ambiental. Entre outros pontos, o partido pede que seja determinado o aumento do valor previsto para combate a incêndios, que foram reduzidos no orçamento estadual, e que seja intensificada a proteção em áreas dos biomas Cerrado e Mata Atlântica.

## Fim do regime especial de ICMS para bares e restaurantes
Em dezembro de 2024, o governo Tarcísio decretou o fim do regime especial com que reduz o ICMS (Imposto sobre Circulação de Mercadorias e Serviços) do setor de bares e restaurantes. Representantes do segmento se mostraram preocupados e criticaram abertamente a medida, estimando um aumento de 7% ou mais nos valores de refeições já em janeiro, afirmando que isso poderia comprometer diversos negócios.

## Intervenção na Favela do Moinho
Em abril de 2025, o governo Tarcísio iniciou uma intervenção na Favela do Moinho, localizada nos Campos Elíseos da Capital Paulista. A decisão de deslocar para outros lugares os residentes na favela é acompanhada pelo governo federal. A área, que pertence à União, está em processo de cessão para a administração de Tarcísio de Freitas. O governador quer utilizar o espaço como parte do projeto Parque do Moinho.
Em maio de 2025, conflitos eclodiram na favela devido ao projeto da gestão Tarcísio de Freitas de deslocar definitivamente a favela para transformar o terreno em um parque. O Governo Federal, proprietário do terreno onde está localizada a favela, condicionou a transferência da propriedade, mediante garantia de reassentamento de todos os moradores de maneira pacífica, razão pela qual a cessão do terreno foi suspensa devido aos protestos de moradores contra a atuação da Polícia Militar do Estado de São Paulo, que passou a demolir casas e hostilizar moradores.
Apesar dos conflitos, o governo estadual oferece um auxílio aluguel e um financiamento para a compra de novas residências para as famílias. O governo estadual e o federal chegaram a um acordo para uma transição mais suave e que deverá garantir moradias no valor de até R$ 250 mil para os afetados. As famílias também serão atendidas pelo programa Minha Casa, Minha Vida, do governo federal.